# Шлёзингер, Роза
Роза Шлёзингер (нем. Rose Schlösinger; 5 октября 1907 года, Франкфурт-на-Майне, Силезия — 5 августа 1943 года, Берлин, Германия) — антифашист, член движения Сопротивления во время Второй мировой войны, член организации «Красная капелла».

## Биография
Роза Шлёзингер родилась 5 октября 1907 года во Франкфурте-на-Майне, в Германии. Следуя примеру матери, Софи Шлёзингер, рано вступила в социалистическое движение. Она была членом Социалистической рабочей молодежи. С 1924 по 1926 годы обучалась на воспитателя детского сада. В 1929 году начала работать на курсах по профессиональной подготовке молодёжи и оказанию помощи. В 1932 году вышла замуж за учителя Фридриха Хайнемана, от которого родила дочь Марианну. Вскоре после этого они разошлись.
В 1933 году, как дочь политически неблагонадежных, она была отстранена от практики. Позже устроилась на работу секретарем. В 1939 году снова вышла замуж за двоюродного брата Бодо Шлёзингера, переводчика с польского и русского языков, в том же году они переехали в Берлин. В 1940 году взяла мужа на собрания, проводившиеся Арвидом Харнаком и Карлом Беренсом. Её муж, служивший переводчиком в Польше, а затем в России, был свидетелем многочисленных убийств нацистами гражданского населения СССР. С 1942 года Роза Шлёзингер была связной внутри берлинской группы движения сопротивления. 19 сентября 1942 года была арестована гестапо.
20 января 1943 года Имперский военный трибунал приговорил её к высшей мере наказания «за шпионаж». Просьба о помиловании была отклонена Адольфом Гитлером. 5 августа 1943 года Роза Шлёзингер была обезглавлена в тюрьме Плёцензее в Берлине. Её муж ещё 22 февраля 1943 года покончил жизнь самоубийством.
В 1963 году Рольф Хоххут посвятил ей свою интерпретацию древнегреческой трагедии, назвав её «Берлинская Антигона».